# 德國國防軍陸軍第362步兵師
德國國防軍陸軍第362步兵師（德語：362. Infanterie-Division）是納粹德國國防軍陸軍的一個步兵師。該師於1943年11月組建。
該師組建後，一直在意大利作戰。
該師最後於1945年4月向美軍投降。

## 註腳
1. ↑  Mitcham（2007年）